# Bourg-Saint-Bernard
Bourg-Saint-Bernard település Franciaországban, Haute-Garonne megyében. Lakosainak száma 1109 fő (2022. január 1.). Bourg-Saint-Bernard Teulat, Montcabrier, Gauré, Lanta, Saussens, Vallesvilles és Verfeil községekkel határos.

## Népesség
A település népességének változása:
| Lakosok száma | 605  | 584  | 659  | 823  | 979  | 1002 | 1038 | 1111 | 1110 | 1109 |
|               | 1968 | 1982 | 1990 | 2006 | 2013 | 2015 | 2017 | 2019 | 2020 | 2022 |